# Wilhelm Tegeler (Maler)

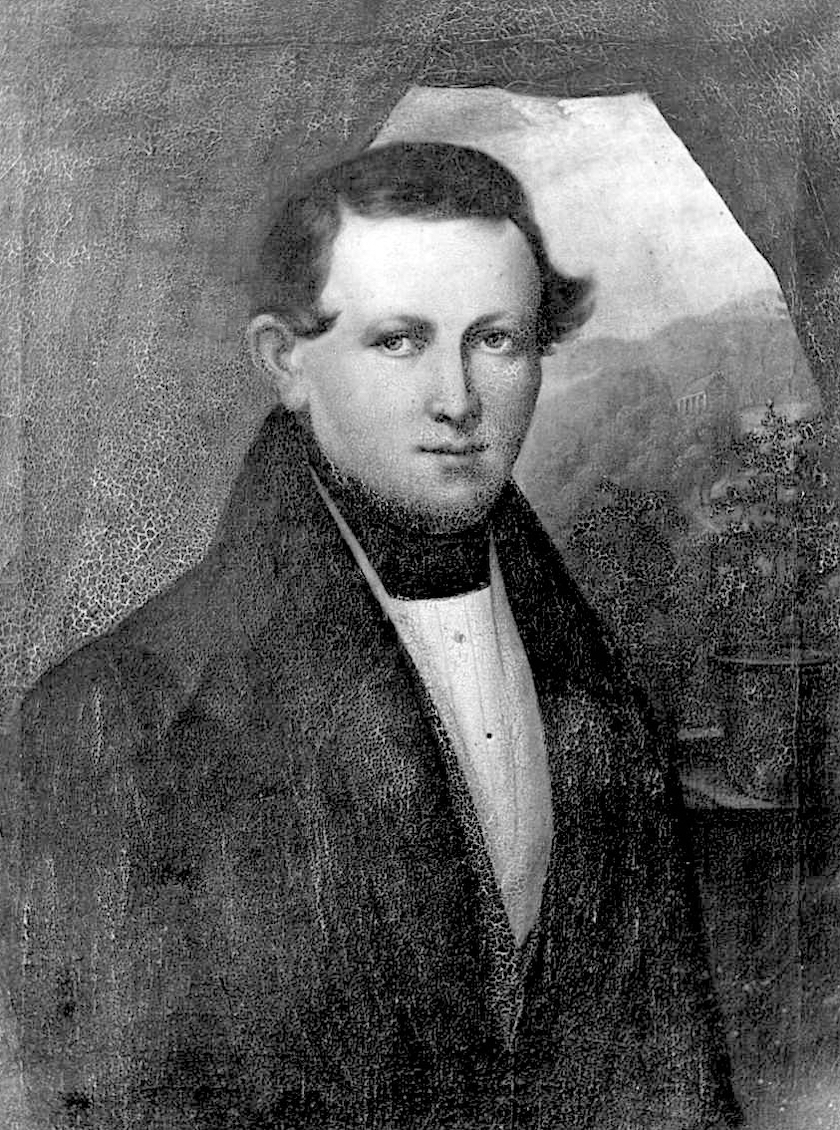
Selbstbildnis um 1830

Wilhelm Tegeler (* 23. September 1793 in Detmold; † 18. November 1864 ebenda) war ein deutscher Beamter sowie Porträt- und Landschaftsmaler. Er war ein Freund des Bildhauers Ernst von Bandel.

## Leben
Wilhelm Tegeler war ein Sohn des Schreinermeisters Johann Heinrich Wilhelm Tegeler aus Mosebeck († 27. Februar 1843) und dessen Frau Friederike Wilhelmine, geborene Ernsting. Die Werkstatt des Vaters befand sich in Detmold „Im Kampe“ (heute Friedrichstraße). Wilhelm Tegeler hatte sechs Geschwister, von denen zwei früh starben.
Man geht davon aus, dass Tegeler die Kantorklasse der Provinzialschule besuchte. Auf das Gymnasium ging er nicht. Vermutlich erhielt er auf der Provinzialschule Zeichenunterricht. Im Juni 1816 zog er nach Kassel, wo er an der Kunstakademie studierte. Er erhielt akademischen Unterricht bei Ludwig Sigismund Ruhl und bei Andreas Range, privat unterwies ihn Justus Krauskopf. Unterstützt von der lippischen Fürstin Pauline bereiste er Süddeutschland. Über Frankfurt am Main, Mainz, Heilbronn, Stuttgart, Ulm und Augsburg kam er nach München, wo er von Peter Cornelius bei dessen Ausmalung der Glyptothek beschäftigt wurde. Studienausflüge führten ihn ins Berchtesgadener Land und nach Salzburg.

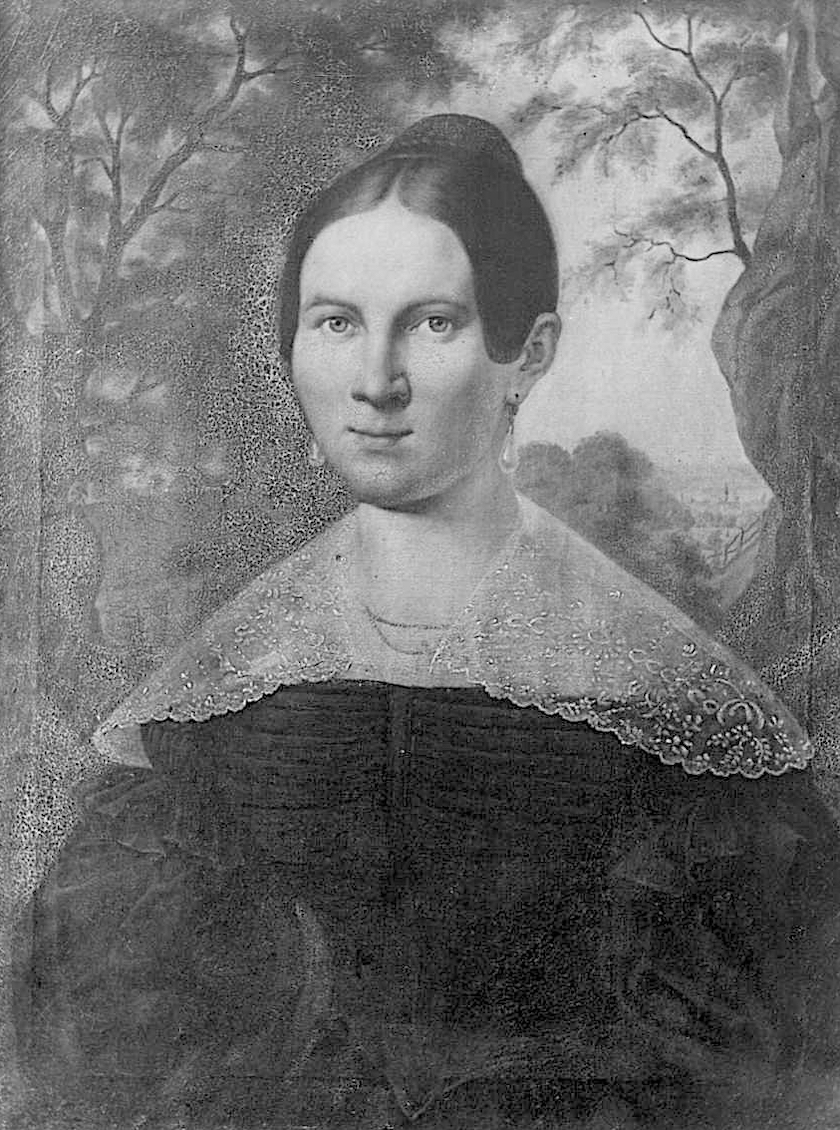
Dorothee Tegeler, Ehefrau des Malers

Im Frühjahr 1823 kehrte Tegeler nach Detmold zurück. Dort nahm er 1825 eine Stelle als Registraturgehilfe an. 1832 wurde er zum Kammerregistrator befördert. Im Jahr 1850 erkrankte Tegeler für ein halbes Jahr an Malaria und Nervenfieber. Am 18. November 1864 starb Tegeler an den Folgen einer Lungenentzündung. Er wurde auf dem Weinbergfriedhof beigesetzt.

### Freundschaft mit Ernst Bandel
Im Jahr 1836 erneuerte Tegeler auf einer Reise in Hannover die Bekanntschaft mit Ernst Bandel, den er bereits während des Münchener Studiums (um 1822) kennengelernt hatte. Im September 1836 kam Bandel auf der Suche nach einem Platz für das Hermannsdenkmal nach Detmold und war dann erneut ab Dezember 1837 mit der ganzen Familie für mehrere Monate Gast im Hause Tegeler, bis er eine eigene Wohnung in der Detmolder Leopoldstraße fand. Bis zum Lebensende blieb Tegeler ein brieflicher Vertrauter Bandels.

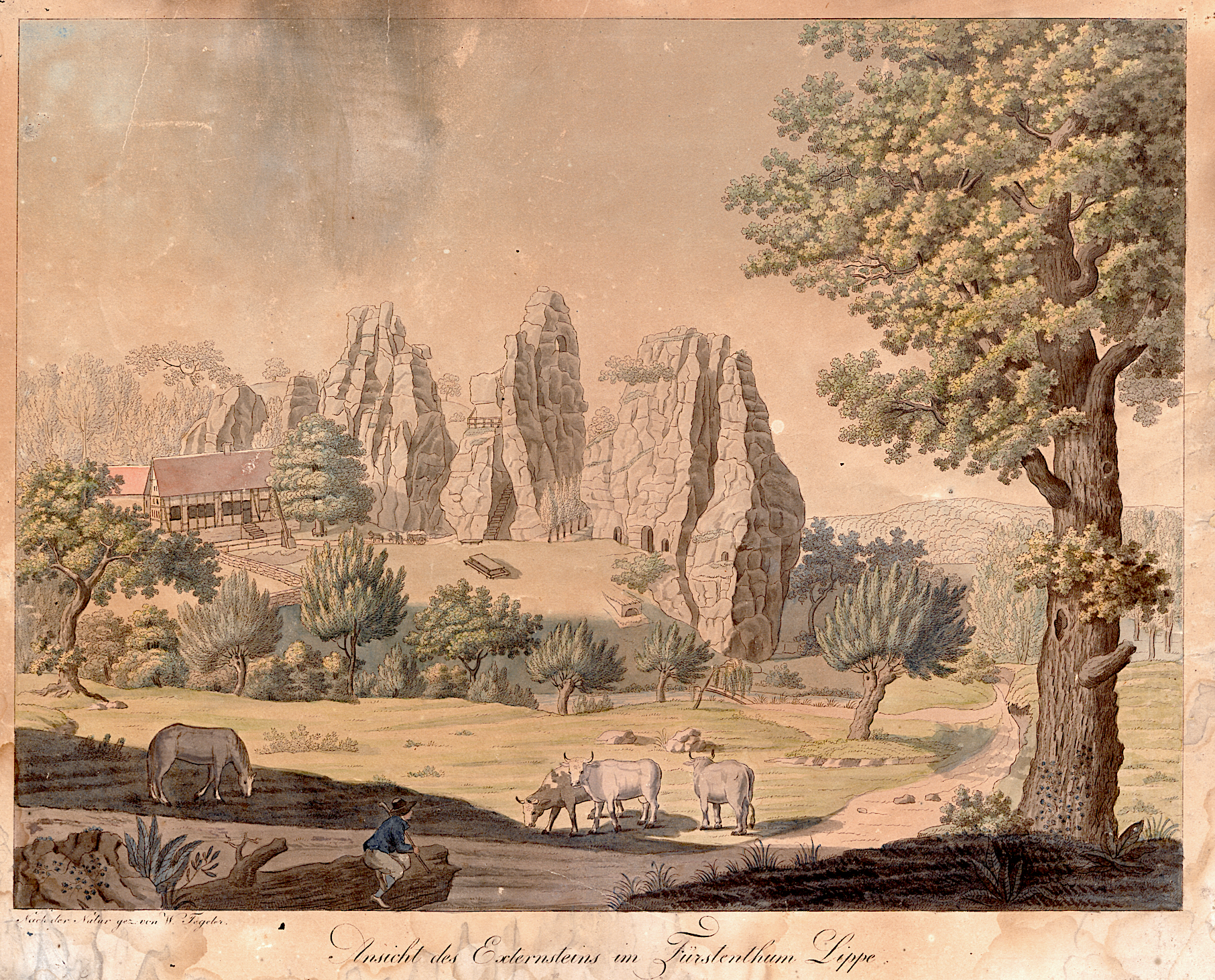
Ansicht des Externsteins im Fürstenthum Lippe, um 1830

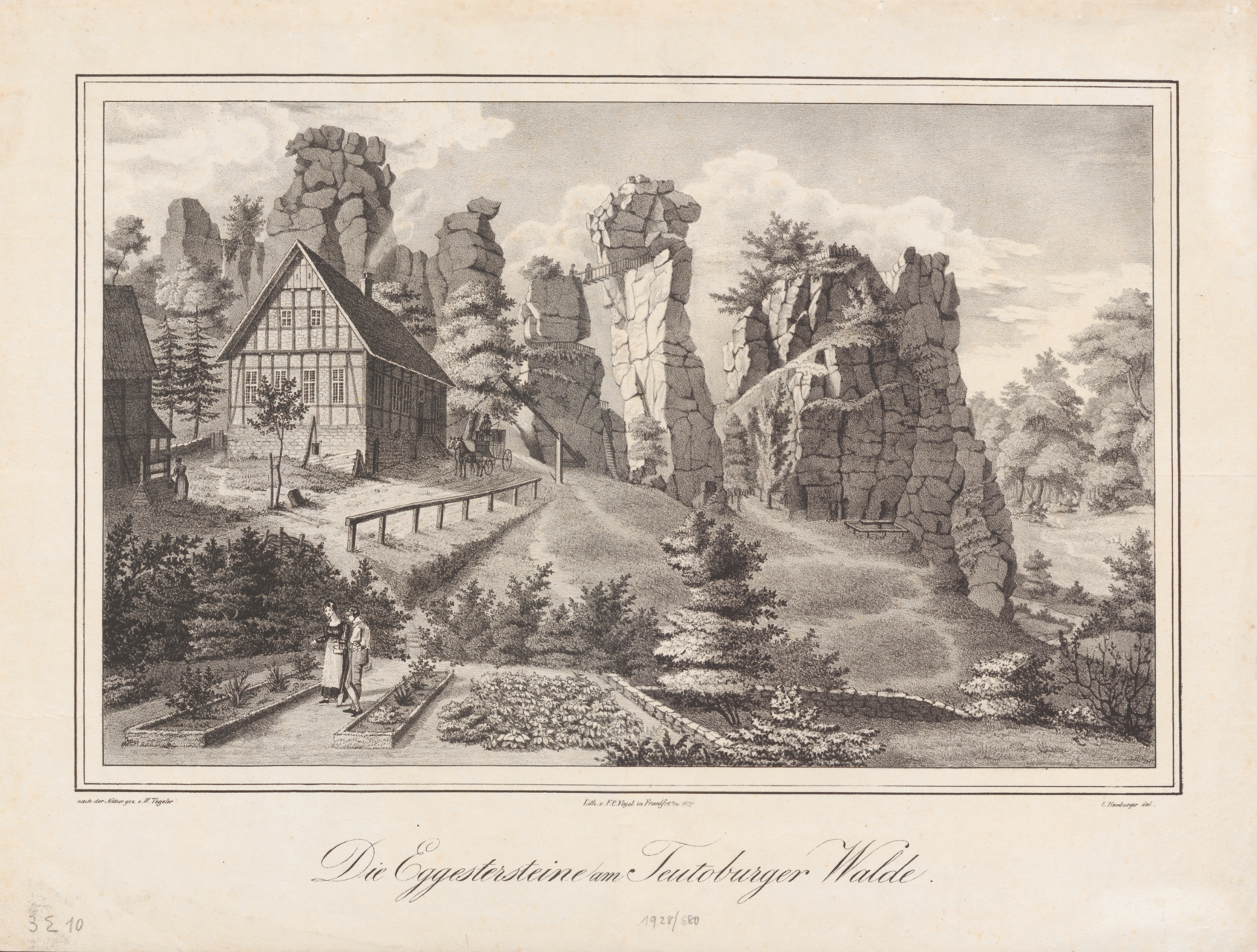
Die Eggestersteine am Teutoburger Walde, 1829

## Werke
Das Werkverzeichnis von Gerhard Peters in den Mitteilungen aus der lippischen Geschichte und Landeskunde – 21 (1952) verzeichnet 27 Gemälde und 2 Lithografien. Die Gemälde befinden sich großenteils im Bestand des Lippischen Landesmuseums. Siehe:
https://digitale-sammlungen.llb-detmold.de/periodical/pageview/3231464
- Zeichnung der Externsteine, lithografiert https://bilder.llb-detmold.de/detail/599
- Zeichnung der Externsteine, lithografiert https://bilder.llb-detmold.de/detail/370
- Zeichnung der Externsteine, lithografiert https://bilder.llb-detmold.de/detail/368